# هارمونی (تگزاس)
هارمونی (به انگلیسی: Harmony) یک منطقهٔ مسکونی در ایالات متحده آمریکا است که در شهرستان آپشار، تگزاس واقع شده‌است. هارمونی ۹۹٫۹۸ متر بالاتر از سطح دریا واقع شده‌است.